# Libéria zászlaja
A zászló az Egyesült Államok lobogójának mintájára készült, ahonnan a felszabadított rabszolgák 1822-től tömegesen érkeztek az országba. A fehér csillag a fekete kontinensen fénylő új köztársaságot képviseli. A tizenegy sáv a libériai függetlenségi nyilatkozat tizenegy aláírójára utal.

## Egyéb

A Marylandi Köztársaság zászlója (1857-től Libéria része)
Az Amerikai Kolonizációs Társaság zászlaja, amely Libéria korai lobogója (a társaság alapította meg az állam elődjének számító telepeket)